# De Afghan Hauai Quvah
La Forza aerea dell'Esercito Nazionale afghano, traduzione letterale della denominazione in lingua inglese Afghan National Army Air Force, in dari  قوای هوائی افغانستان (Qovvā-ye havā'i-ye Afghānestān); in pashtu De-Afghānistān Havāʾyye Quvvā (دافغانستان هوائی ځواک), è de iure l'attuale aeronautica militare dell'Afghanistan e parte integrante delle forze armate afghane.

## Storia
È stata ufficialmente fondata nel 1924 e per la maggior parte della sua storia ha operato come un piccolo e separato corpo aereo. Seguono le denominazioni che ha assunto nel tempo (con i dettagli nelle relative pagine):
- Afghan Military Air Arm (1924-1929)
- Afghan Air Force (1937-1947)
- Royal Afghan Air Force (1948-1973)
- Afghan Republic Air Force (1973-1983)
- Afghan Republican Air Force (1983-1992)

Nel 1992, a seguito del crollo del filosovietico governo Najibullah e della continuazione della guerra civile tra le diverse fazioni dei mujahideen, le forze aeree afgane si ridussero a un piccolo corpo con minime capacità, (Air Defense Force of the Islamic State of Afghanistan). Nell'autunno 2001, la campagna di bombardamento dell'inizio della guerra in Afghanistan, neutralizzò quanto rimaneva di capacità aerea governativa.

### La CAPTF
Dopo molti anni di inattività, a partire dal maggio 2007, la Combined Air Power Transition Force (CAPTF) guidata dagli Stati Uniti, ha iniziato a impostare e modernizzare la componente aerea delle forze armate. La CAPTF è a sua volta la componente aerea del Combined Security Transition Command-Afghanistan internazionale ed a guida statunitense, responsabile della ricostruzione delle forze armate afgane dopo il regime talebano e la guerra.
L'attuale nome De Afghan Hauai Quvah è stato assunto nel giugno 2010, mentre in precedenza era nota come Afghan National Army Air Corps. La forza aerea è uno dei sette corpi militari delle Forze armate dell'Afghanistan, responsabile per la difesa aerea e guerra aerea. Il maggior generale Mohammad Dawran è l'attuale comandante dell'Afghan National Army Air Force.
Nell'ottobre 2011 è stato annunciato che l'aeronautica militare afghana sarebbe stata dotata di 145 velivoli di vario tipo e di 21 elicotteri. Alla fine del 2011, l'aeronautica militare afghana aveva un totale di 4.900 aviatori e personale.
Entro il 2016 è stato pianificato che l'aeronautica militare afghana si sarebbe dovuta espandere a 8.000 aviatori e operare 145 aerei. [36] A tal fine c'è stata una continua espansione delle infrastrutture, della formazione e delle strutture di manutenzione. Gli Stati Uniti hanno anche acquistato attrezzature e aeromobili moderni, inclusi elicotteri Mi-17 russi. Investimenti significativi sono stati effettuati anche nell'acquisto di moderni velivoli da addestramento, come gli elicotteri MD 500 e gli aerei ad ala fissa Cessna 182 e 208.
Nel 2016-17, il Dipartimento della Difesa degli Stati Uniti (DOD) ha mirato a procurarsi altri 30 elicotteri MD-530F e 6 ulteriori bombardieri A-29 per sostituire i Mil Mi-35 in servizio con l'AAF.

### Collasso nel 2021
In seguito all'Offensiva talebana del 2021 l'AAF, già in difficoltà a causa della carenza di armamenti e pezzi di ricambio, è de facto sciolta in quanto diversi suoi mezzi sono stati catturati dai talebani, alcuni resi inutilizzabili dalle forze armate occidentali, oppure utilizzati da appartenenti alle forze armate per fuggire all'estero.

## Organizzazione
A novembre 2019, l'aeronautica militare afghana disponeva di almeno 183 aeromobili e circa 6.800 membri del personale. L'aeronautica afghana si divide in 4 squadroni:
- Kabul (201º o 1º Stormo): squadrone ad ala fissa, squadrone ad ala rotante, squadrone del ponte aereo presidenziale;
- Kandahar (202º o 2º Stormo): squadrone ad ala rotante, squadrone ad ala fissa;
- Shindand (203º o 3º Stormo): squadrone di addestramento, squadrone di ala rotante;
- Mazar-i-Sharif (304º o 4º Stormo): squadrone ad ala rotante.

## Aeromobili in uso

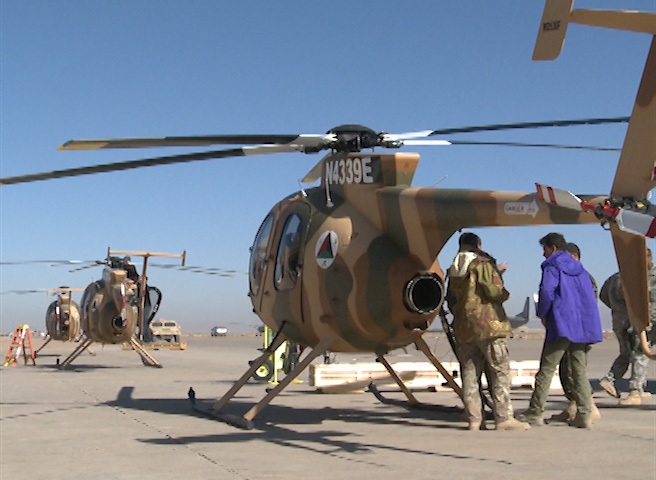
Elicotteri MD-530F dell'Afghan National Army Air Corps

### Prima dell'offensiva talebana del 2021
Sezione aggiornata annualmente in base al World Air Force di Flightglobal del corrente anno. Tale dossier non contempla UAV, aerei da trasporto VIP ed eventuali incidenti accorsi durante l'anno della sua pubblicazione. Modifiche giornaliere o mensili che potrebbero portare a discordanze nel tipo di modelli in servizio e nel loro numero rispetto a WAF, vengono apportate in base a siti specializzati, periodici mensili e bimestrali. Tali modifiche vengono apportate onde rendere quanto più aggiornata la tabella. Il WAF 2024 riporta in servizio: 2 An-32, 4 Cessna 208, 2 MD530F, 5 Mi-17, 2 Mi-24 e 2 UH-60.
| Aeromobile                           | Origine          | Tipo                         | Versione (denominazione locale) | In servizio (2022) | Note | immagine |
| Aerei da combattimento               |                  |                              |                                 |                    | |          |
| Embraer A-29 Super Tucano            | Brasile          | COIN                         | A-29B                           | 23                 | 26 in ordine al settembre 2018. Uno degli esemplari del primo lotto di 20 aerei è andato distrutto il 6 marzo 2017. |          |
| Cessna AC-208 Grand Caravan          | Stati Uniti      | COIN                         | AC-208                          | 10                 | |          |
| Aerei per impieghi speciali          |                  |                              |                                 |                    | |          |
| Pilatus PC-12                        | Svizzera         | SIGINT                       | PC-12NG                         | 5                  | 5 PC-12NG per missioni SIGINT ordinati nel 2015. |          |
| Aerei da trasporto                   |                  |                              |                                 |                    | |          |
| Lockheed C-130 Hercules              | Stati Uniti      | Aerei da trasporto           | C-130H                          | 4                  | 4 C-130H ex USAF consegnati tra l'ottobre 2013 e il giugno 2015. 3 in condizioni di volo al 30 giugno 2021. |          |
| Cessna 208 Grand Caravan             | Stati Uniti      | Aerei da trasporto           | C-208B                          | 23                 | 26 consegnati, uno è andato perso in un incidente. |          |
| Pilatus PC-12                        | Svizzera         | Aerei da trasporto           | PC-12NG                         | 13                 | 13 PC-12NG ordinati nel 2012 e tutti consegnati al dicembre 2018. |          |
| Harbin Y-12                          | Cina             | Aerei da trasporto           | Y-12                            | 2                  | |          |
| Aerei da addestramento               |                  |                              |                                 |                    | |          |
| Cessna 182                           | Stati Uniti      | aereo da addestramento       | T-182                           | 6                  | 6 consegnati. |          |
| Elicotteri                           |                  |                              |                                 |                    | |          |
| Mil Mi-17 Hip-H                      | Unione Sovietica | elicottero da trasporto      | Mi-17V1Mi-17V5                  | 56                 | Al 30 giugno 2021 gli elicotteri in organico erano 56, di cui 32 in condizioni di volo. |          |
| Mil Mi-24 Hind                       | Unione Sovietica | elicottero d'attacco         | Mi-24V                          | 8                  | 5 Mi-35 ricevuti dalla Repubblica Ceca nel 2008 sono stati messi a terra. 4 esemplari sono stati donati dalla Bhāratīya Vāyu Senā indiana e consegnati a partire da gennaio 2016. Ulteriori 4 Mi-24V sono stati donati dall'India, ma non è stato dichiarato se andranno a sostituire i 4 esemplari consegnati in precedenza sempre dall'India, perché non più in grado di volare o perché persi in operazioni. |          |
| MD Helicopters MD 530 Cayuse Warrior | Stati Uniti      | elicottero d'attacco leggero | MD530F Jengi                    | 50                 | Al novembre 2019, con la consegna (il 24 dello stesso mese) dell'ultimo esemplare del secondo lotto, risultano consegnati tutti i 60 esemplari ordinati in due lotti di 30 elicotteri ciascuno (il primo tra il 2011 ed il 2016). Ulteriori 12 esemplari sono stati ordinati il 27 novembre 2019 (due giorni dopo la consegna degli ultimi 5 del secondo batch di 30 esemplari), portando così l'ordine totale a 72 esemplari. Al 30 giugno 2021 sono 50 gli esemplari in dotazione, di cui 43 in condizioni di volo. |          |
| Sikorsky UH-60 Black Hawk            | Stati Uniti      | elicotteri utility           | UH-60L                          | 45                 | 53 ordinati. 159 UH-60A+ ordinati in totale che verranno consegnati ed aggiornati alla versione UH-60L. Al 30 giugno 2021, dei 45 UH-60L a disposizione, gli esemplari in condizioni di volo sono 33. |          |
| Bell UH-1 Huey                       | Stati Uniti      | elicotteri utility           | UH-1H                           | 10                 | |          |
| HAL Cheetah                          | India            | elicotteri utility           | Cheetah                         | 3                  | 3 esemplari donati dall'India a fine 2016, ma dovrebbero essere a terra per mancanza di parti di ricambio. |          |

## Situazione in seguito all'offensiva talebana
In seguito all'offensiva talebana del 2021 diversi velivoli sono stati distrutti o catturati dai talebani dopo essere stati abbandonati o dopo che gli equipaggi si sono schierati con i talebani; 22 aerei e 24 elicotteri sono stati utilizzati da 585 militari afghani per fuggire in Uzbekistan e altri 3 aerei e 2 elicotteri da 143 militari per rifugiarsi in Tagikistan.
Dal momento che la maggior parte dei militanti talebani non è dotato di equipaggiamento fotografico e dal momento che i responsabili della loro propaganda non pubblicano immagini di equipaggiamento catturato, risulta complesso capire quanti velivoli siano stati distrutti o catturati; sulla base di poche prove fotografiche, la situazione è la seguente:
- 1 Embraer A-29 Super Tucano è precipitato nella Regione di Surxondaryo dopo essere entrato in collisione con un Mikoyan-Gurevich MiG-29 dell'Aeronautica militare e difesa aerea dell'Uzbekistan che stava scortando l'aereo, con entrambi i piloti che si sono eiettati[40]; 1 A-29 è stato catturato intatto dai talebani e altri 12 danneggiati;
- 1 Cessna 208/AC-208 Grand Caravan catturato intatto dai talebani e altri 12 danneggiati;
- 3 Aero L-39 Albatros catturati dai talebani fuori servizio al momento della cattura;
- 1 Pilatus PC-12 SIGINT catturato danneggiato;
- 8 Antonov An-26 e Antonov An-32 catturati fuori servizio;
- 3 Lockheed C-130 Hercules catturati danneggiati;
- 12 Mil Mi-17 sono stati catturati intatti dai talebani, 14 danneggiati e almeno 4 sono stati distrutti[41]; 1 è stato catturato dalle milizie anti-talebane di Ahmad Massoud, figlio di Aḥmad Shāh Masʿūd;[42]
- 15 Mil Mi-24 sono stati catturati, tra cui diversi fuori servizio;
- 7 Sikorsky UH-60 Black Hawk sono stati catturati intatti, 12 danneggiati e almeno 3 sono stati distrutti;[41]
- 11 MD Helicopters MD 530 sono stati catturati intatti e 14 danneggiati, di cui 1 in un atterraggio di emergenza;
- 7 Boeing ScanEagle catturati intatti.

Agli inizi di gennaio 2022, molti degli elicotteri ex Afghan Air Force, utilizzati durante la fuga dei capi del governo afghano e del personale militare nei paesi vicini come il Tagikistan e l'Uzbekistan, sono arrivati al 309th Aerospace Maintenance and Regeneration Group (AMARG), di Tucson (AZ), dove verranno immagazzinati per una futura vendita ad altri paesi. Tra gli elicotteri arrivati sull'aeroporto figurano anche alcuni che erano in manutenzione in Ucraina prima dell'avvento dei talebani. Il 28 dicembre 2021, erano presenti sull'aeroporto 23 elicotteri, per la precisione: un Mi-8MTV, sei Mi-17V-5 e 16 MD530F. Non si è escluso, inoltre, che successivamente, potessero arrivare altri elicotteri e velivoli ad ala fissa.
Secondo il WAF 2025 di Flightglobal, a tutto il 2024, l'organico di velivoli in mano al regime talebano dovrebbe essere il seguente: 
- 1 A-29 Tucano
- 1 An-26
- 2 An-32
- 5 Cessna 208
- 4 MD530F
- 8 Mi-8/Mi-17
- 4 Mi-24
- 3 UH-60A
- 1 L-39

## Aeromobili ritirati
- Boeing 727